# Училищен мюзикъл 3: На прага на колежа
„Училищен мюзикъл 3: На прага на колежа“ (на английски: High School Musical 3: Senior Year) е третата част на известната тийн-поредица Училищен мюзикъл. Само на премиерата – 24.10.2008 – той събира 42 000 000 $ приходи и чупи рекорда за най-проспериращ мюзикъл. Филмът има 30 награди и номинации в най-важните категории: за филм, главни и поддържащи роли, саундтрак и др., като най-забележителна е наградата на британската академия – БАФТА – за най-добър детски пълнометражен филм.

## Сюжет
Дивите котки вече са за последна година в Източната гимназия. Трой и Габриела осъзнават, че след завършването идва и раздялата им, тъй като ще учат в различни колежи. Заедно с дивите котки, те решават да участват в последния си училищен мюзикъл, който отразява мечтите, надеждите и страховете им за бъдещето.

### Герои
Трой Болтън (Зак Ефрон) – Тази година Трой е изправен пред едно от най-важните неща в живота му и най-страшното нещо, което трябва да направи е изборът да остане ли с приятеля си Чад в университета в Албакърки и стане баскетболна суперзвезда от Червените ястреби, или да излее душата си в песента. Ще остане ли с Габриела, или ще си кажат 'сбогом' на бала?
Габриела Монтез (Ванеса Хъджинс) – Тъкмо когато Габриела започна да свиква с Източната гимназия, отново трябва да се мести. Ангажирана с годишния албум, мюзъкъла и не на последно място с колежа, тя намира все по малко време за Трой. И ето, че един ден тя е избрана по програмата за стипендиянти, която и дава правото да завърши по-рано и да започне в Станфорд. Дали ще избере любовта и приятелството, или стипендията и учението?
Шарпей Евънс (Ашли Тисдейл) – Шарпей още е готова да оглави шоуто и тази година няма да има компромиси. Още повече, когато разбира, че един ученик от Източната гимназия ще бъде награден със стипендия в Джулиард след пролетния мюзикъл. Уплашена от факта, че трябва да се справи без брат си, тя ще се опита да си върне доверието му, но дали ще успее, или ще си намери нов помощник? Ще изгрее ли и нейната звезда?
Райън Евънс (Лукас Грейбиъл) – Вече талисман на Дивите котки, Райън си намира нови верни приятели. Но когато става въпрос за шоу, играта загрубява. Ще стане ли съучастник на Шарпей отново, или ще остане верен на приятелите си? И ще настъи ли началото на нещо ново за него и Келси? Ще постъпи ли в Джулиард и стане прочут певец и танцьор?
Чад Денфорд (Корбън Блу) – Баскетбола е най-важното нещо за Чад. Затова той е твърдо решен да стане част от Червените Ястреби. Фокусиран върху играта, последното нещо, за което мисли е бала. Ще се реши ли да покани Тейлър? Ще бъде ли известен баскетболист?
Тейлър МакКеси (Моник Колмън) – Като една от отличниците в класа, Тейлър има задачата заедно с Габриела да изготваят годишния албум по най-добрия възможен начин. Потънала в работата си, Тейлър няма време за нищо друго. Единственото обаче, за което и остава време е бала и тя го очаква с нетърпение. Ще си намери ли кавалер? Ще бъде ли достоен адвокат един ден и ще бъде ли приета в Йейл?
Келси Ниълсън (Альося Рулин) – „Официалния“ композитор и текстописец на Дивите котки, Келси, работи усилено върху мюзикъл, който ще се помни вечно. Ще намери ли любовта? Ще получи ли стипендията, за която се бори?
Зийк Бейлър (Крис Уорън Младши) – Една от най-добрите Диви котки трябва да постигне 3 цели през последната си година в училище – да влезе с профил готварство и кулинария, да спечели последния мач и да покани някой специален човек на бала. Ще се сбъднат ли мечтите му?
Тиара Голд (Джема МакКензи-Браун) – идва от едно от най-известните училища на изкуствата в Лондон. Тя е фен N:1 на Шарпей. Но дали наистина е така? Възхищава ли се на Кралицата на гимназията, или просто планира да вземе ролята и?
Джими „Ракетата“ Зара – също трансферен ученик. Мисли само за 2 неща – баскетбол и момичета. Съсредоточен в играта, той боготвори Трой. Ще последва ли неговите успехи? Ще сщечели ли първия си мач?
Дони Фокс (Джъстин Мартин) – Най-добър приятел на Джими и също един от Дивите котки. Чад му е идол. Ще заеме ли неговото място в отбора след завършването му?

## Саундтрак
Саундтракът към филма излиза на 21 октомври 2008, дни преди премиерата и става платинен още преди да е излязъл. Ето защо още същия ден Дисни пуска и издание в два диска с бонус материали. Веднага се изкачва на челно място в Билборд 200 с над 450 000 продадени копия. Както и при първите два филма, песните имат много кавъри на различни езици. Победителят от „Училищен мюзикъл: Влез в картинката“, Стан Карицоза, записа песента, която върви по време на финалните надписи – „Just Getting Started“, която, обаче, влиза само в специалното издание на саундтрака.

## Постижения в „бокс офиса“
Филма се покачва на първо място още на премиерата си с 42 030 184 $ – 5900 прожекции в 3623 кина. В чужбина приходите също достигат 40 милиона и филма пак е на първо място. Това означава, че само от един театър бюджета е 11 601 $ само в САЩ. Филмът е спечелил вече 90 300 000 $ в САЩ и 152 900 000 $ в чужбина. Филмът събира общо $252 909 177 $ приходи, като надминава очакванията дори и на Дисни.

## DVD
ДВД-то към филма излиза на 17 февруари, както и на Blu-ray в специално издание в два диска. То включва мейкинга, изрязани сцени, гафове и др.

## Награди и номинации
Мюзикълът търпи небивал успех и успява да измести хитове като „Черният рицар“, „Приказки за лека нощ“ и „Железният човек“ и „Здрач“, а главната актриса Ванеса Хъджинс побеждава в надпреварата за главна женска роля вече доказали се големи звезди като Ан Хатауей, Рийз Уидърспун и Дженифър Анистън. 11 песни от филма са били избрани в предварителния подбор за най-оригинална песен към филм за наградите Оскар, но на финалния подбор комисията не избира нито една. Филмът има общо 30 награди и номинации, най-забележителна от които е наградата БАФТА за най-добър детски пълнометражен филм.

### Награди
British Academy of Film and Television Arts (BAFTA) Awards – Най-добър детски пълнометражен филм
PFCS Award – Семеен филм на годината
Kids Choice Awards – Филм на годината
Kids Choice Awards – Най-добра киноактриса – Ванеса Хъджинс
UK Kermode Award – Най-добра женска поддържаща роля – Ашли Тисдейл
Teen Choice Award – Филм на годината, категория музика и танц
Teen Choice Award – Най-добър актьор, категория музика и танц – Зак Ефрън
UK Kermode Awards – Най-добра актриса – женска поддържаща роля – Ашли Тисдейл
MTV Movie Awards – Актьор на годината – Зак Ефрън
MTV Movie Awards – Най-проспериращо женско изпълнение – Ашли Тисдейл
Mega Media Magazine Awards – Филм на годината (подкатегория мюзикъл)
Mega Media Magazine Awards – Актьор на годината – Зак Ефрън
Mega Media Magazine Awards – Любим злодей (жена) – Ашли Тисдейл
ME Ливански филмов фестивал – Тийн филм на годината
ME Ливански филмов фестивал – Саундтрак на годината
ME Ливански филмов фестивал – Чуждестранен актьор на годината – Лукас Грейбиъл
ME Ливански филмов фестивал – Чуждестранна актриса на годината – Ашли Тисдейл

### Номинации
Златна кинолента – Най-добро озвучаване
Teen Choice Award – Саундтрак на годината
Teen Choice Award – Най-добра актриса, категория музика и танц – Ванеса Хъджинс
Teen Choice Award – Най-добра актриса, категория музика и танц – Ашли Тисдейл
Teen Choice Award – Най-добър актьор, категория музика и танц – Корбън Блу
Teen Choice Award – Най-добра целувка – Ванеса Хъджънс и Зак Ефрън
MTV Movie Awards – Филм на годината
MTV Movie Awards – Най-проспериращо женско изпълнение – Ванеса Хъджинс
MTV Movie Awards – Целувка на годината – Зак Ефрън и Ванеса Хъджинс
Mega Media Magazine Awards – Актриса на годината – Ванеса Хъджинс
Mega Media Magazine Awards – Най-горещ актьор – Зак Ефрън
Mega Media Magazine Awards – Най-гореща актриса – Ванеса Хъджинс
Mega Media Magazine Awards – Саундтрак на годината
ME Ливански филмов фестивал – Чуждестранна актриса на годината – Ванеса Хъджинс

## „Училищен мюзикъл 3: На прага на колежа“ в България
В България филмът е излъчен за пръв път по Нова телевизия на 27 ноември 2010 г. от 12:00, като е дублиран на български. Дублажът е на Арс Диджитал Студио. Ролите се озвучават от артистите Силвия Русинова, Лина Златева, Лидия Вълкова, Камен Асенов, Александър Воронов и Васил Бинев.